# Shojo

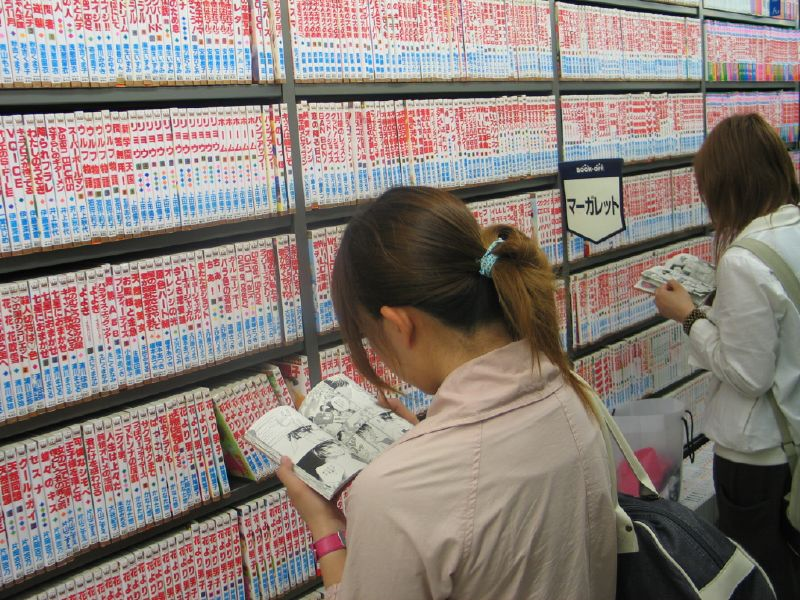
Prestatgeries amb volums de manga shojo del segell Margaret en una llibreria de Tòquio l'any 2004.

El shojo (少女, shōjo, 'noia') és una categoria editorial del manga o anime japonès que n'indica el públic objectiu, el qual sol ser noies adolescents o joves d'entre 10 i 18 anys. Tradicionalment, el manga shojo s'ha publicat en revistes manga específiques, que s'especialitzen en un rang d'edat o gènere narratiu.
El manga shojo es va originar juntament amb la cultura de les noies japoneses a començaments del segle xx, principalment amb el shōjo shōsetsu ('novel·les per a noies') i el jojōga ('pintura lírica'). Els primers mangues shojo es van publicar en revistes dirigides a adolescents vora l'any 1900, i van experimentar un període de desenvolupament creatiu a partir del 1950, la qual cosa els va consolidar com a categoria diferenciada. Tot i que el shojo al començament era sobretot escrit per homes mangakes, cap als anys 60-70 les dones van començar a dominar el mercat, i això va portar innovació creativa i el desenvolupament de mangues amb una narrativa i dibuix més complexos. D'ençà del 1980, el shojo ha continuat desenvolupant-se en estil, i al mateix temps s'ha diversificat en subgèneres.
Estrictament, el manga shojo no és cap estil ni gènere, sinó que indica una demografia o públic objectiu. Tot i que hi ha certes convencions estètiques, visuals i narratives que s'hi associen, han anat canviant i evolucionant al llarg del temps, i no es pot dir que siguin convencions exclusives del shojo. Malgrat això, hi ha diversos temes i conceptes que s'hi han associat de manera típica, tant visualment (una distribució no rígida de les vinyetes) com narrativament (mangues centrats en les emocions i relacions humanes, amb personatges que desafien els rols i estereotips tradicionals pel que fa al gènere i la sexualitat o amb representació d'éssers sobrenaturals o paranormals).

## Terminologia

### Shojo
El mot shojo (少女, shōjo) literalment vol dir 'noia', però en japonès corrent rarament s'anomena a les noies així, sinó onna no ko (女の子). Més aviat, el terme shojo s'ha fet servir per designar una categoria social que va sorgir al període Meiji (1868–1912), el de les nenes i noies que estaven entre la infantesa i l'edat de casament. Generalment, s'aplicava a les adolescents en edat escolar, a les quals s'associava una imatge de 'puresa, innocència i boniquesa'; això contrastava amb les moga ('noia moderna', dones que treballaven i no eren casades), associades amb una imatge més sexualitzada i independent. El mot shojo es va continuar relacionant amb la joventut i la innocència en acabat el període Meiji, però va prendre una forta connotació consumista a principi dels anys 80, atès que va anar esdevenint a poc a poc una categoria de màrqueting dirigida a les noies. En aquesta època la dona independent arquetípica va començar a ser representada per les gyaru, que van substituir les moga.

### Manga shojo
Sent estrictes, el manga shojo no és cap estil ni gènere específic, sinó més aviat una demografia. El mercat japonès del manga classifica cada obra segons el públic; les categories més utilitzades parteixen del gènere (shojo per a noies, shonen per a nois) i de l'edat (josei per a dones, seinen per a homes). Així doncs, en termes de mercat, el manga shojo normalment va dirigit envers noies adolescents i noies joves-adultes, però també els homes i dones més grans en llegeixen.
El manga shojo s'ha publicat tradicionalment en revistes específiques dirigides a aquest públic; una audiència que va sorgir al començament del segle xx, que ha crescut i que s'ha anat diversificant amb el temps. Tot i que l'estil i el to de les històries que s'han publicat en aquestes revistes varien segons la publicació i la dècada, una característica constant del manga shojo és que se centren en les relacions i emocions que descriuen. Alguns crítics com la directora del Museu Internacional del Manga de Kyoto o l'estudiosa Masuko Honda, posen èmfasi en alguns elements gràfics per definir el manga shojo: l'ús imaginatiu de les flors, cintes, vestits que voleien, noies amb ulls grossos que brillen i paraules que ocupen pàgines senceres, les quals Honda descriu amb l'onomatopeia hirahira. Aquesta definició també s'aplica a obres que no s'han publicat en revistes shojo tradicionals, però que es perceben com a shojo, com per exemple mangues que s'han publicat per internet.

## Història

### Abans de 1945: Context i orígens

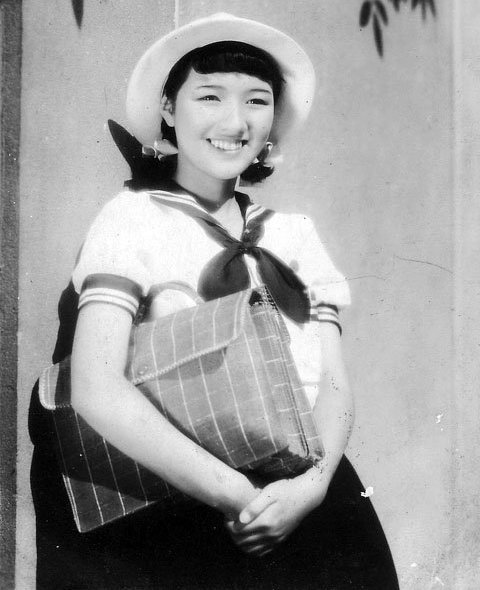
L'actriu Hideko Takamine representant un shojo arquetípic, vestida amb un sailor fuku (vestit de marinera) al film Hana Tsumi Nikki, de 1939.

#### Els orígens de la cultura shojo

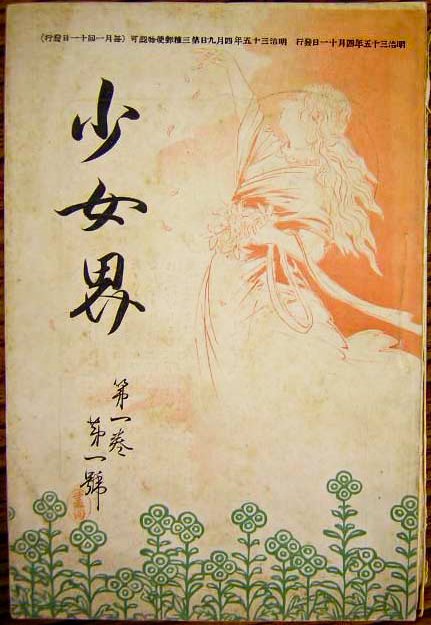
Coberta del primer número de la revista Shōjo-kai, 1902.

Amb l'auge de la indústria editorial japonesa al període Meiji, van anar sorgint noves revistes dirigides a l'audiència adolescent, conegudes com a shōnen. Tot i que en teoria eren unisex, a la pràctica el contingut d'aquestes revistes sobretot eren temes que interessaven als nois. A causa de la creixent demanda de revistes per a les noies, es van publicar les primeres revistes shojo i aquelles revistes shōnen van acabar tenint com a públic objectiu solament els nois. La primera revista exclusivament shojo es va dir Shōjo-kai, i es va publicar per primer cop l'any 1902. Les següents revistes van ser: la Shōjo Sekai, el 1906; la Shōjo no Tomo, el 1908; la Shōjo Gahō, el 1912 i la Shōjo Club, el 1923. Aquestes revistes se centraven sobretot en les shōjo shōsetsu ('novel·les per a noies', un terme que s'aplicava a les novel·les il·lustrades i poemes dirigits a les noies) i de manera secundària en el manga.
De tota manera, les shōjo shōsetsu van tenir un paper important en l'establiment de la cultura shojo i van construir els fonaments dels futurs grans temes recurrents del manga shojo, amb la importància que donaven a les històries d'amor i amistat. Es considera que un dels autors més notables de l'època va ser Nobuko Yoshiya, una figura cabdal en el gènere Classe S, que se centrava en l'amistat romàntica entre noies i dones, i en trobem novel·les com Hana Monogatari. Les convencions visuals del manga shojo també van rebre moltíssima influència de les il·lustracions que es publicaven en aquestes revistes, amb il·lustradors com Yumeji Takehisa, Jun'ichi Nakahara i Kashō Takabatake, que dibuixaven la dona amb un cos prim, roba a la moda i ulls grossos.

#### El manga shojo primerenc
Els primers mangues shojo eren històries curtes d'humor amb escenaris corrents (com l'escola o el barri) i que acostumaven a protagonitzar noies poc femenines. Aquestes obres es van començar a desenvolupar als anys 30 gràcies a la influència de dibuixants com Suihō Tagawa i Shosuke Kurakane; en aquesta època també hi va haver dones dibuixants, com Machiko Hasegawa i Toshiko Ueda, però no abundaven tant com els homes.
Entre els il·lustradors més influents de l'època hi podem trobar Katsuji Matsumoto, un dibuixant líric que va prendre inspiració de la cultura moga i la cultura artística dels Estats Units. Matsumoto s'havia cansat de fer il·lustracions dels típics personatges shojo innocents, així que als anys 20 va virar cap al manga, mitjà en el qual va poder representar les moga i noies poc femenines més lliurement. El seu estil, que segurament va tenir influències de dibuixants de còmics estatunidencs com George McManus i Ethel Hays, i el cinema americà de l'època, va introduir innovacions sofisticades i avantguardistes en el manga shojo, com per exemple a Poku-chan (1930), amb trets d'art déco; Nazo no Kurōbā (1934), amb trets cinemàtics i la seva obra més famosa, Kurukuru Kurumi-chan (1938).
Amb l'esclat de la segona guerra sino-japonesa de 1937, la censura i el racionament del paper van dificultar el creixement de les revistes, que van plegar o es van veure obligades a fusionar-se amb altres per sobreviure. Les revistes que van continuar publicant van restar reduïdes a poques pàgines de text en blanc i negre, amb poques il·lustracions o cap. De les 41 revistes que encara publicaven el 1945, dues eren revistes shojo: la Shōjo Club i la Shōjo no Tomo.
- Un manga de quatre vinyetes del número de novembre de 1910 de la Shōjo (artista desconegut). A la vinyeta final s'hi pot veure un henohenomoheji.
- El tercer capítol de Mikeko Romance (ミケ子ロマンス), de Jihei Ogawa, del número de juliol de 1920 de la Shōjo Gahō

### 1945–1970: Auge postguerra

#### Dècada dels 50: Consolidació com a categoria

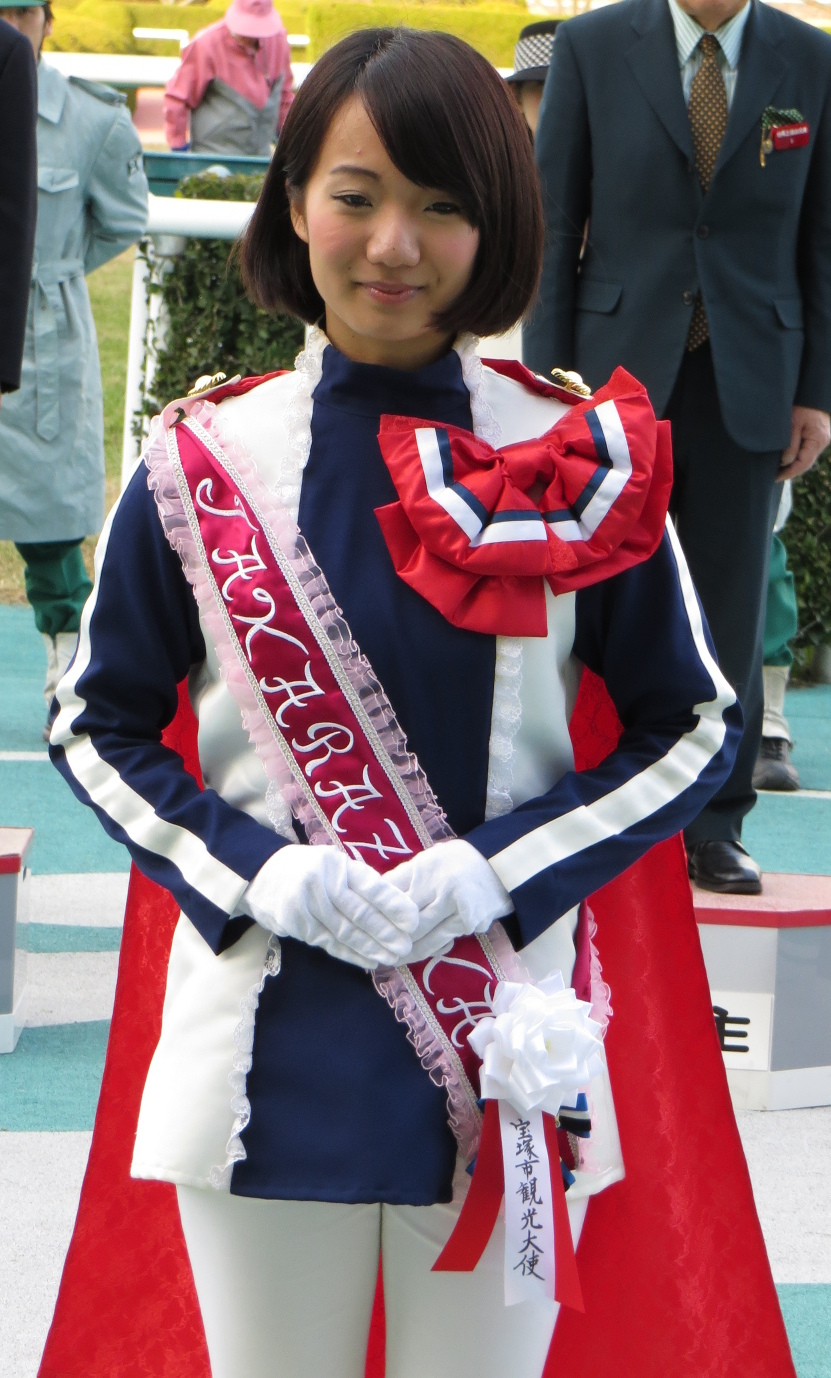
Ambaixadora de la ciutat de Takarazuka vestida de la protagonista de Chopy i la princesa el 2012.

Amb la fi de la guerra, el Japó va entrar en un període de producció artística de cinema, ràdio i publicació a gran escala. Les novel·les de ficció van experimentar un creixement de popularitat i alhora el nombre de revistes en publicació va créixer de 41, el 1945, a 400, el 1952; el nombre d'editorials va créixer de 300 a aproximadament 2000 durant el mateix període. Si bé no totes aquestes revistes i companyies publicaven literatura infantil, aquesta mena de publicacions constituïen un percentatge significant del que es publicava. Coetàniament, les botigues kashi-hon (de lloguer de llibres) van experimentar un auge de popularitat. Aquestes botigues oferien un servei de préstec de llibres al mòdic preu de cinc a deu iens, que era la meitat del que costava un bitllet de metro a l'època aproximadament. Això va eixamplar l'accés als llibres al públic general i va incentivar que es publiquessin més mangues.
Els dibuixants de manga shojo actius abans de la guerra van tornar al mitjà, incloent-hi Shosuke Kurakane amb Anmitsu Hime (1949–1955), Toshiko Ueda amb Fuichin-san (1957–1962) i Katsuji Matsumoto, que va reprendre la publicació de Kurukuru Kurumi-chan. En aquest període, Matsumoto va evolucionar el seu art, estil que es va començar a assemblar a l'estètica kawaii que sorgiria dècades més tard. Van aparèixer nous dibuixats de manga com Osamu Tezuka i altres associats amb l'edifici d'apartaments Tokiwa-sō, que van crear obres plenes de drama intens i temes seriosos en el manga infantil, fent ús d'un nou format que s'havia popularitzat al manga shōnen: el "manga-història", que contenia narratives que duraven diversos capítols i tenien continuïtat, en comptes d'una successió de vinyetes essencialment independents. Es considera que Chopy i la princesa (1953–1956) de Tezuka va introduir aquest tipus de narrativa a les revistes shojo, a més de l'estil innovador i dinàmic seu.
Al mateix temps, el shojo va desenvolupar el seu estil propi i diferenciat al mercat de les botigues kashi-hon gràcies a la influència del jojōga ('pintura lírica'). Les dibuixants de jojōga Yukiko Tani i Macoto Takahashi van il·lustrar cobertes per a antologies de manga shojo com per exemple Niji i Hana, abans que elles mateixes es tornessin dibuixants de manga. En comptes de seguir la trajectòria de Matsumoto, que s'havia allunyat de les convencions visuals de la pintura lírica, Tani i Takahashi les hi van importar als seus mangues. Les seves obres es caracteritzaven per un gran sentit de l'ambient i la importància que donaven a les emocions, més que a les accions dels protagonistes. Arashi o Koete (1958), sèrie manga de Takahashi, va ser un èxit instantani i aquest estil influenciat pel jojōga, va eclipar l'estil dinàmic de Tezuka i va començar a ser l'estil predominant en el manga shojo. Però no tot el shojo de les kashi-hon es cenyia a aquest estil líric: una de les antologies més populars d'aquestes botigues va ser Kaidan (怪談, lit. 'contes de fantasmes'), llibre publicat el 1958 i que va estar en publicació durant més de cent números mensuals. Com es pot deduir pel nom, aquesta antologia contenia historietes sobrenaturals sobre yūrei i yōkai. A causa de l'èxit que va tenir entre el lector femení, altres antologies shojo que eren de caràcter generalista van començar a publicar manga de terror, i va assentar les bases del que seria una subgènere important del manga shojo.
A mesura que el manga en general es va anar popularitzant al llarg de la dècada, la proporció de manga publicat per revistes shojo també va anar augmentant. Per exemple, mentre que el manga representava tan sols un 20 % del contingut editorial de la revista Shōjo Club a mitjan anys 50, al final de la dècada ja n'era més de la meitat. Moltes de les revistes shojo havien esdevingut realment revistes de manga, i així doncs, diverses companyies van publicar revistes dedicades de manera exclusiva al manga shojo: primer ho va fer Kodansha el 1954 amb la Nakayoshi i el 1955, Shueisha amb la Ribon. Tenint en compte aquestes històries afables heretades d'abans de la guerra, les narratives dramàtiques introduïdes pels de Tokiwa-sō i les obres intel·lectuals desenvolupades al mercat de les kashi-hon, les editorials van classificar el manga shojo d'aquest període en tres grans categories: kanashii manga (かなしい漫画, lit. 'manga trist'), yukai na manga (ゆかいな漫画, lit. 'manga feliç'), i kowai manga (こわい漫画, lit. 'manga esfereïdor').

#### Dècada dels 60: Aparició de les mangakes
Els anys 50 el manga shojo el creaven sobretot els homes, notablement Leiji Matsumoto, Shotaro Ishinomori, Kazuo Umezu i Tetsuya Chiba. Tot i que alguns creadors (especialment Tezuka, Ishinomori i Umezu) feien obres que se centraven en heroïnes enèrgiques, la majoria d'històries shojo de l'època se centraven en heroïnes tràgiques i passives que resistien amb valentia les adversitats. A part de Toshiko Ueda, força dones van començar a incorporar-se al mercat a la dècada dels 50, notablement Hideki Mizuno, Miyako Maki, Masako Watanabe i Eiko Hanamura, la majoria de les quals van debutar en l'antologia kashi-hon Izumi (泉). Malgrat que eren una minoria entre els creadors de manga, els departaments editorials de les revistes van veure que les seves obres eren més populars amb les lectores que les obres creades pels seus companys.

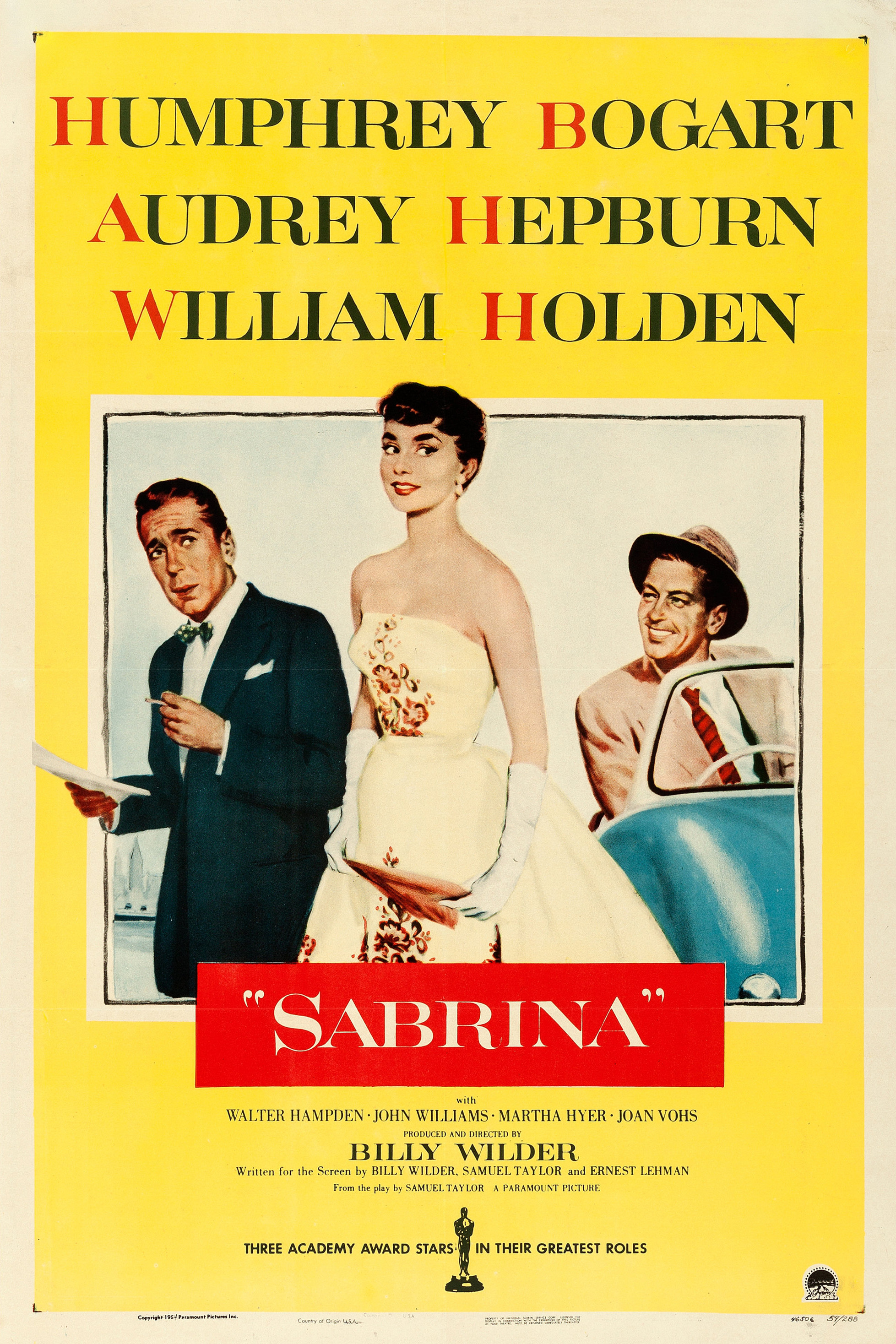
El manga shojo dels anys 60 tenia influència de les pel·lícules de comèdia romàntica dels Estats Units com Sabrina (1954), la qual va rebre una adaptació a manga el 1963.

Als anys 60, l'omnipresència de la televisió a les llars japoneses i l'auge de les sèries de televisió va significar que les revistes es van haver d'enfrontar amb una nova competència. Moltes revistes mensuals van haver de tancar i les van substituir revistes setmanals com la Shojo Friend o la Margaret. Per satisfer la necessitat d'un contingut editorial setmanal, les revistes van introduir concursos en què els lectors podien presentar els seus mangues amb la finalitat de ser publicats; les creadores dominaven aquests concursos i moltes mangakes amateurs que van participar-hi posteriorment van tenir una vida de mangaka professional. La primera persona que va guanyar va ser Machiko Satonaka, que als 16 anys va debutar amb el manga Pia no Shōzō (ピアの肖像, lit. 'El retrat de la Pia'), que es va publicar a la Shojo Friend el 1964.
L'aparició de les mangakes va contribuir al desenvolupament del manga de roma-kome ('comèdia romàntica'), que històricament havia estat poc popular entre els homes mangakes. Hideko Mizuno va ser la primera a introduir elements de comèdia romàntica al manga shojo amb les seves adaptacions dels films de comèdia romàntica estatunidencs com Sutekina Cora (1963, basat en Sabrina) i Akage no Scarlet (1966, basat en The Quiet Man). De manera semblant, altres mangakes com Masako Watanabe, Chieko Hosokawa i Michiko Hosono també van crear mangues basats en aquest tipus de films o estaven força inspirats en les actrius i models occidentals, a més de l'escenari de l'obra. Mangakes coetànies com Yoshiko Nishitani es van tornar populars gràcies als mangues rabu-kome ('comèdia romàntica'), amb protagonistes que eren noies japoneses normals i corrents, i tenien un focus narratiu centrat en temes com l'amistat, la família, l'escola i l'amor.
Si bé els primers mangues shojo eren en la seva gran majoria invariablement simples i contenien històries d'amor convencionals, gràcies a mangakes com Machiko Satonaka i Yukari Ichijō, amb el pas del temps el gènere va adoptar una millor narrativa i complexitat temàtica més alta. Aleshores, aquesta maduresa que va arribar gradualment, es va veure reflectida en altres subgèneres. Per exemple, la mangaka de terror Kazuo Umezu va trencar les convencions artístiques del shojo representant dones lletges, grotesques i que feien por a Hebi Onna de 1965, publicada a la Shōjo Friend, i que va conduir altres mangakes a representar temes més foscos i tabú. Altres mangues com Attack No. 1 (1968-1970) de Chikako Urano van començar a representar dones protagonistes actives físicament en comptes d'aturades. El 1969 va aparèixer la primera escena amb sexe en un manga shojo de la mà de Hideko Mizuno a Fire! (1969-1971).
Al final de la dècada, la majoria de revistes shojo ja s'especialitzaven en manga i van deixar de publicar literatura de prosa i articles. En tant que va el kashi-hon va caure en declivi, les antologies de manga també; la majoria van plegar i els seus dibuixants i escriptors generalment es van traslladar a revistes de manga. Ara la majoria de mangakes eren dones, i la categoria havia desenvolupat una identitat visual que la distingia del manga shonen.

### Dècada dels 70: l'«edat daurada»

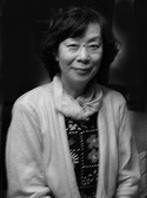
Moto Hagio, una figura cabdal relacionada amb el Grup del 24, el 2008.

A començaments dels 70, la majoria de mangakes shojo eren dones, tot i que els llocs de feina editorials de les revistes shojo les continuaven dominant els homes. Al llarg de la dècada, els mangues shojo es van anar tornant més complexos tant per l'estil de dibuix com per les temàtiques, ja que ara reflectien les actituds predominants de la revolució sexual i el moviment de l'alliberament de les dones. Aquest moviment de narratives més complexes és associat amb l'aparició d'una nova generació de mangakes conegut com el Grup del 24, en què hi havia Moto Hagio, Keiko Takemiya, Yumiko Ōshima i moltes més. Les obres d'aquest grup se centraven en la psicologia interna dels personatges i introduïen nous gèneres al manga shojo com les aventures, la ciència-ficció, fantasia i el drama d'època. L'estil de dibuix del grup, influenciat per Machiko Satonaka i Yukari Ichijō, va assentar les bases de nous estàndards visuals per al manga shojo: línies més primes i fines, cares boniques fins al punt de l'exageració i vinyetes que se superposaven o no tenien cap mena de requadre exterior.
Moltes mangakes van contribuir a la innovació del manga shojo la dècada dels 70. Takemiya i Hagio van crear un nou gènere; el shonen-ai (amor entre homes), amb obres com Sunroom Nite (1970) i Tōma no Shinzō (1971), de Takemiya i Hagio respectivament. El drama d'època La rosa de Versalles (1972–1973) de Riyoko Ikeda va esdevenir el primer manga shojo a ser un èxit comercial i crític; la sèrie va ser trencadora pel que fa a la representació del gènere i la sexualitat, i va influir moltíssim en el disseny del bishonen (literalment, 'nois bonics'), un terme aplicat als homes andrògins. Ako Mutsu i Mariko Iwadate, per la seva banda, van liderar la nova tendència del manga otomechikku. Mentre que les obres del Grup del 24 es definien per la narrativa complexa, el manga otomechikku se centrava en les vides ordinàries dels seus protagonistes, adolescents japoneses. El gènere va decaure en popularitat a finals de la dècada, però la seva narrativa i estil visual va deixar una forta empremta en el manga shojo, en particular, l'estètica emergent del kawaii. Mangakes veteranes com Miyako Maki i Hideko Mizuno van començar a desenvolupar mangues nous per als seus lectors, que havien passat de ser nens a adults. Tot i que no van tenir èxit comercial, havent creat revistes de curta vida com Papillon (パピヨン) amb Futabasha el 1972, les seves obres es consideren els orígens del manga josei, que no es formalitzaria com a categoria fins a començaments dels 80.
A finals dels 70, les tres editorials més grans del Japó (Kodansha, Shogakukan i Shueisha) i també Hakusensha, es van consolidar com als principals editors de manga shojo, i van mantenir aquesta posició dominant les dècades següents. La innovació del manga shojo al llarg de la dècada va cridar l'atenció dels crítics de manga, que fins ara l'havien ignorat o l'havien considerat poc seriós, i ara declaraven que el manga shojo havia entrat en una «època daurada». L'atenció dels crítics va atreure el públic masculí al manga shojo que, tot i que eren una minoria dels lectors, van establir-se com a audiència.